# 박윤정 (아이스하키)
박윤정(1992년 12월 18일~)은 대한민국 여자 아이스하키 선수이며 포지션은 수비수다.

## 개요
출생 4개월 만에 미국인 부부 가정에 입양되었다. 미국 이름은 마리사 브랜트(Marissa Brandt)이며 동생은 미국 아이스하키 대표팀 소속의 한나 브랜트이며 포지션은 공격수다. 2016년에 대한민국의 제의를 받아 귀화했고 대한민국 국가대표가 되었다. 2018년 평창 동계올림픽 대표에 뽑혀 B조 3차전인 일본전에서 랜디 희수 그리핀의 골을 어시스트하였다.

## 국가대표경력
- 2016년 IIHF 세계선수권 대표
- 2017년 IIHF 세계선수권 대표
- 2018년 평창 동계올림픽 대표